# St. Remigius (Düsseldorf-Wittlaer)

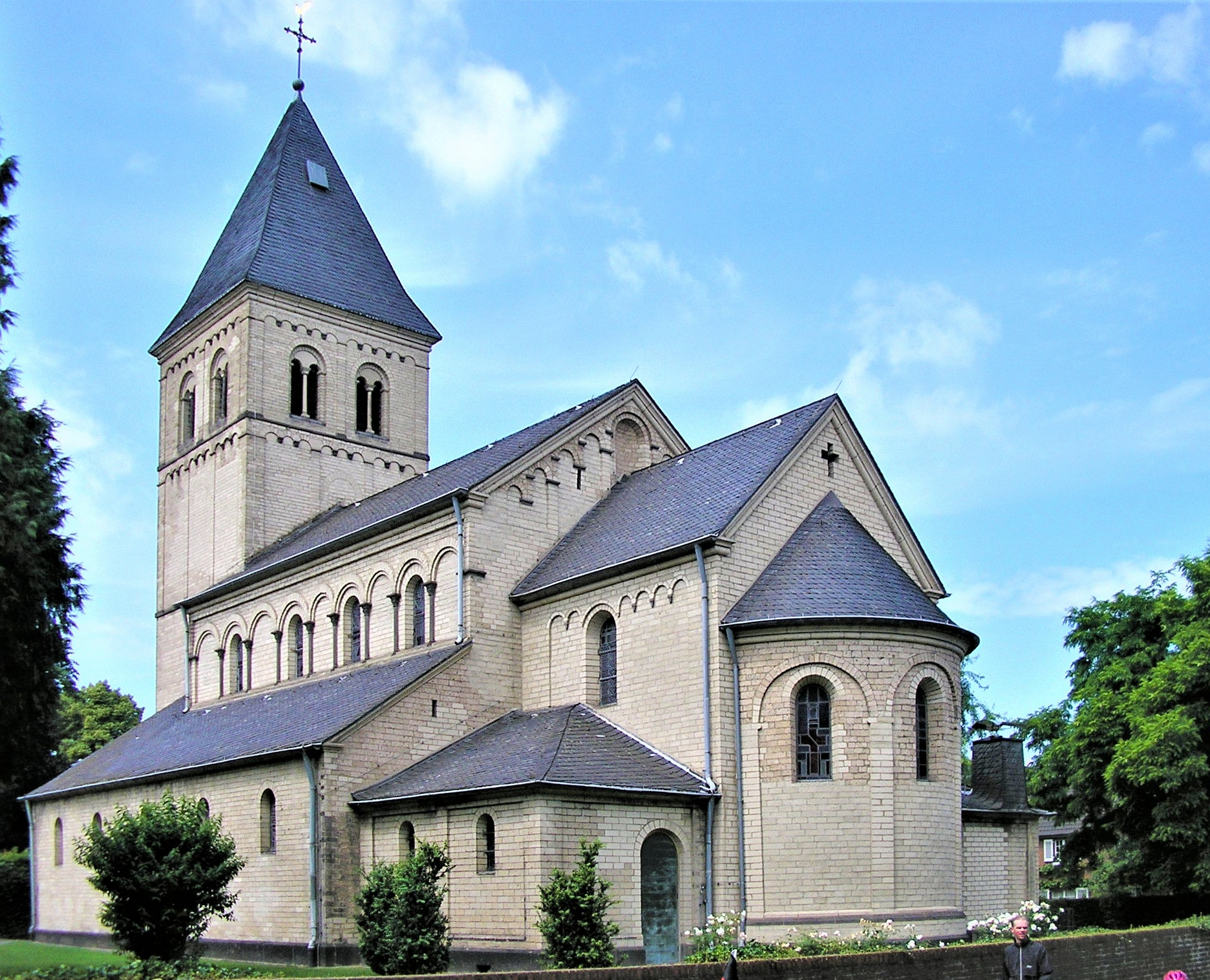
St. Remigius

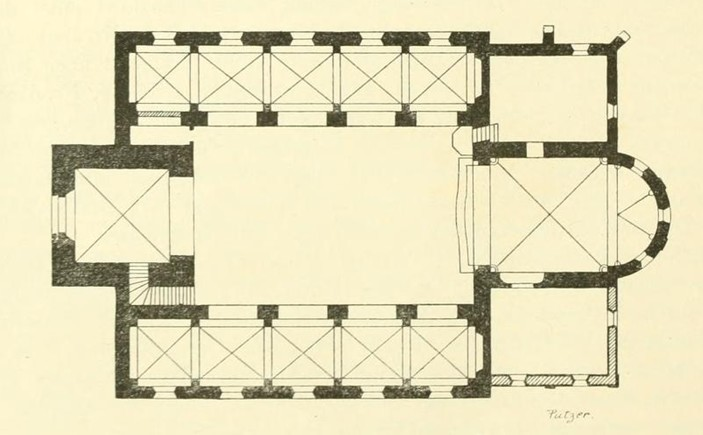
Grundriss 1894

Die katholische Pfarrkirche St. Remigius in Düsseldorf-Wittlaer ist eine romanische Basilika aus dem 12. oder 13. Jahrhundert, die aus einer Saalkirche hervorging. Die gleichnamige Pfarrei gehört zur Kath. Pfarreien-Gemeinschaft Angerland/Kaiserswerth.

## Geschichte
St. Remigius wurde im 12. bis 13. Jahrhundert erbaut. Im 12. Jahrhundert wurde sie zunächst als einschiffige Saalkirche konzipiert, im folgenden Jahrhundert dann zur dreischiffigen Basilika ausgebaut. Die erste schriftliche Quelle, die die Pfarrei St. Remigius erwähnt, stammt aus dem Jahr 1144. Das Taufbecken datiert aus der Zeit um 1200.

## Architektur
Das Mittelschiff lässt einen Ursprung als einschiffige romanische Saalkirche erkennen. Vorgesetzt ist das Untergeschoss des Turms. Die Struktur als dreischiffige Flachbaubasilika geht auf das 13. Jahrhundert zurück. Die Seitenschiffe sind bis zur halben Breite des Turmes im Westen vorgezogen. Die Obergaden besitzen acht Blendarkaden mit Halbsäulengliederung, in jeder zweiten Rundblende sitzt ein Rundbogenfenster. Die Seitenschiffe haben je fünf Rundbogenfenster, deren Position nicht auf die Obergadenfenster abgestimmt ist. Das Querhaus ist quadratisch und hat die gleiche Breite wie der Turm. Im Osten schließt sich die Apsis an, deren Decke aus einem Dreikappengewölbe mit Rippen und Schildbögen besteht und die mit drei Rundfenstern versehen ist. Der Turm ist dreigeschossig. Das Untergeschoss ist ungegliedert, das erste Obergeschoss wird von Gesimsen, Lisenen und Rundbogenfriesen gegliedert, im zweiten Obergeschoss befindet sich das Geläut. Entsprechend sind nach allen Seiten hin zwei Schallfenster vorhanden.

## Ausstattung
Die Ausstattung geht teilweise auf das 15. Jahrhundert zurück. Unter dem Pfarrer Franz Vaahsen wurde die Kirche in den 1920er- und 1930er-Jahren mit Sakralkunst im Sinne der avantgardistischen Moderne neu ausgestattet. Ewald Mataré schuf die Kreuzigungsgruppe, das Altarkreuz, den Tabernakel und entwarf für die Nordsakristei Fenster. Weitere Fenster wurden in den Jahren 1926 und 1927 von Jan Thorn Prikker gestaltet. Den Abschluss der Neugestaltung bildete 1937 ein Fenster, das als Gemeinschaftswerk von Heinrich Nauen und Wilhelm Teuwen geschaffen wurde.

### Orgel
Die Orgel der Remigius-Kirche wurde 1998 von der Orgelbaufirma Josef Weimbs (Hellental) erbaut. Das rein mechanische Instrument hat 14 Register auf Schleifladen.
| I Hauptwerk C–g3 |                 |       |
| 1.               | Principal       | 8′    |
| 2.               | Bourdon         | 8′    |
| 3.               | Praesant        | 4′    |
| 4.               | Schwegel        | 2′    |
| 5.               | Sesquialtera II | 2 ⁄3′ |
| 6.               | Mixtur III      | 1 ⁄3′ |

| II Schwellwerk C–g3 |            |    |
| 7.                  | Gemshorn   | 8′ |
| 8.                  | Salicional | 8′ |
| 9.                  | Schwebung  | 8′ |
| 10.                 | Blockflöte | 4′ |
| 11.                 | Flageolett | 2′ |
| 12.                 | Schalmey   | 8′ |
|                     | Tremulant  |    |

| Pedal C–f1 |            |     |
| 13.        | Subbaß     | 16′ |
| 14.        | Gedecktbaß | 8′  |

- Koppeln: II/I, I/P, II/P